# 洪內爾冰川
洪內爾冰川（英語：Honnør Glacier），是南極洲的冰川，位於毛德皇后地的哈拉爾王子海岸，最終注入呂佐夫-霍爾姆灣東部，現時由南極條約體系管理。